# Laszlo
Laszlo é uma plataforma que consiste na linguagem do LZX e a LPS (the Laszlo Presentation Server).
LZX é um XML e descrição da linguagem JavaScript similar com espírito XUL e XAML. LZX hábil e declarativo, texto baseado em processo de desenvolvimento que suporta rápida prototipação e desenvolvimento de software com excelente performance.
The Laszlo Presentation Server (LPS) é um Servlet que compila a aplicação LZX para executar em tempo real. Laszlo é renderizado no Flash Player ou em DHTML.
Laszlo é originalmente desenvolvido sobre uma licença publica da Laszlo Systems.
Laszlo - powered Rich Internet Applications (RIAs) tem sido desenvolvido por Earthlink, Yahwareo io oo!, Behr, the Internet Archive and DeanForAmerica.com.